# Coppa Svizzera 1975-1976
La Coppa Svizzera 1975-1976 è stata la 51ª edizione della manifestazione calcistica. È iniziata l'8 giugno 1975 e si è conclusa il 19 aprile 1976. Questa edizione della coppa vide la vittoria finale del Zurigo.

## Trentaseiesimi di Finale
| Squadra 1                      | Risultato     | Squadra 2           |
| ------------------------------ | ------------- | ------------------- |
| 30 agosto 1975                 |               |                     |
| Aarau                          | 2 - 3         | Schöftland          |
| Balzers                        | 3 - 2         | Oerlikon            |
| Boncourt                       | 0 - 3         | Grenchen            |
| Frauenfeld                     | 1 - 0         | Tössfeld            |
| Kriens                         | 1 - 2         | SC Zugo             |
| Laufen                         | 6 - 0         | Red Star Zurigo     |
| Martigny                       | 0 - 2         | Raron               |
| Mendrisio                      | 0 - 1         | Chiasso             |
| Central Friburgo               | 1 - 1(d.t.s.) | Friburgo            |
| 31 agosto 1975                 |               |                     |
| ASI Audax-Friul Neuchâtel      | 3 - 1         | Fétigny             |
| Breitenbach                    | 0 - 1         | Concordia Basilea   |
| Concordia Losanna              | 3 - 2(d.t.s.) | Naters              |
| Morbio                         | 4 - 3(d.t.s.) | Lucerna             |
| Orbe                           | 4 - 6(d.t.s.) | Étoile Carouge      |
| Stade Nyonnais                 | 4 - 0         | Vevey               |
| WEF Bern                       | 2 - 3         | Marin-Sports        |
| Young Fellows                  | 1 - 0         | Gossau              |
| Brühl                          | 4 - 4(d.t.s.) | SCI Juventus Zurigo |
| 2 settembre 1975(Ripetizione)  |               |                     |
| Friburgo                       | 5 - 1         | Central Friburgo    |
| 10 settembre 1975(Ripetizione) |               |                     |
| SCI Juventus Zurigo            | 1 - 0         | Brühl               |

## Sedicesimi di Finale
| Squadra 1                    | Risultato     | Squadra 2         |
| ---------------------------- | ------------- | ----------------- |
| 27 settembre 1975            |               |                   |
| Chiasso                      | 0 - 1         | Lugano            |
| Concordia Basilea            | 0 - 1         | Winterthur        |
| Concordia Losanna            | 0 - 3         | Sion              |
| Étoile Carouge               | 1 - 3         | Servette          |
| Friburgo                     | 4 - 0         | Marin-Sports      |
| Grenchen                     | 0 - 2         | Basilea           |
| Morbio                       | 0 - 4         | Grasshoppers      |
| Young Fellows                | 0 - 0(d.t.s.) | Young Boys        |
| 28 settembre 1975            |               |                   |
| ASI Audax-Friul Neuchâtel    | 1 - 4         | La Chaux-de-Fonds |
| Balzers                      | 1 - 6         | Frauenfeld        |
| SCI Juventus Zurigo          | 3 - 4         | San Gallo         |
| Laufen                       | 0 - 1         | Bienne            |
| Raron                        | 0 - 2         | Losanna           |
| Schöftland                   | 0 - 2         | Neuchâtel Xamax   |
| Stade Nyonnais               | 1 - 3         | Chênois           |
| SC Zugo                      | 0 - 2         | Zurigo            |
| 8 ottobre 1975 (Ripetizione) |               |                   |
| Young Boys                   | 6 - 0         | Young Fellows     |

## Ottavi di Finale
| Squadra 1                     | Risultato     | Squadra 2         |
| ----------------------------- | ------------- | ----------------- |
| 29 ottobre 1975               |               |                   |
| Bienne                        | 2 - 1         | San Gallo         |
| Frauenfeld                    | (Sospesa)     | Zurigo            |
| Lugano                        | 1 - 2         | Friburgo          |
| Young Boys                    | 3 - 1         | Basilea           |
| Grasshoppers                  | 3 - 3(d.t.s.) | La Chaux-de-Fonds |
| Winterthur                    | (Sospesa)     | Sion              |
| 30 ottobre 1975               |               |                   |
| Losanna                       | (Sospesa)     | Chênois           |
| 4 novembre 1975               |               |                   |
| Servette                      | 2 - 1         | Neuchâtel Xamax   |
| 4 novembre 1975 (Ripetizione) |               |                   |
| Losanna                       | 1 - 0         | Chênois           |
| 5 novembre 1975 (Ripetizioni) |               |                   |
| Frauenfeld                    | 0 - 2         | Zurigo            |
| La Chaux-de-Fonds             | 0 - 0(d.t.s.) | Grasshoppers      |
| 6 novembre 1975 (Ripetizione) |               |                   |
| Winterthur                    | 1 - 4         | Sion              |

## Quarti di Finale
| Squadra 1 | Totale | Squadra 2    | Andata          | Ritorno       |
| --------- | ------ | ------------ | --------------- | ------------- |
|           |        |              | 16 novembre 75' | 7 dicembre 75 |
| Bienne    | 3 - 2  | Losanna      | 3 - 2           | 0 - 0         |
| Friburgo  | 0 - 5  | Servette     | 0 - 2           | 0 - 3         |
| Sion      | 3 - 3  | Grasshoppers | 2 - 2           | 1 - 1         |
| Zurigo    | 5 - 1  | Young Boys   | 3 - 1           | 2 - 0         |

## Semifinali
| Squadra 1 | Totale | Squadra 2    | Andata       | Ritorno     |
| --------- | ------ | ------------ | ------------ | ----------- |
|           |        |              | 16 marzo 76' | 21 marzo 76 |
| Bienne    | 3 - 7  | Zurigo       | 1 - 0        | 2 - 7       |
| Servette  | 8 - 3  | Grasshoppers | 6 - 2        | 2 - 1       |

## Finale
| Arbitro: | Dubach (Nidau) |

| |            | |
| Katić 9’                                                                                            | Marcatori  | |
| Grob Kuhn Heer Zigerlig Fischbach Martinelli Botteron Scheiwiler Rutschmann(67' Stierli) Katić Risi | Formazioni | Engel Guyot Martin Bizzini Wegmann Schnyder Hussner (75' Riner) Marchi Andrey (60' Barriguard) Pfister Muller |
| Konietzka                                                                                           | Allenatori | Sundermann |